# Олександрівський ґебіт
Олекса́ндрівський ґебі́т (нім. Kreisgebiet Alexandrowka «Олександрівська округа») — адміністративно-територіальна одиниця генеральної округи Миколаїв райхскомісаріату Україна з центром в Олександрівці. Існувала протягом німецької окупації України у Другій світовій війні.

## Історія
Округу утворено опівдні 15 листопада 1941року із чотирьох тогочасних районів Кіровоградської області: Єлизаветградківського, Кам'янського, Олександрівського та Чигиринського. 
Станом на 1 вересня 1943 Олександрівський ґебіт поділявся на 4 райони: район Єлизаветградка (нім. Rayon Jelisawetgradka), район Кам'янка-на-Тясмині (нім. Rayon Kamenka/Tjasmin), район Олександрівка (нім. Rayon Alexandrowka) і район Чигирин (нім. Rayon Tschigirin) — які збігалися з чотирма відповідними передвоєнними районами УРСР.
29 березня 1942 р. у неділю німецькі жандарми за участю поліцаїв під орудою гебітскомісара Ланге розстріляли понад 300 євреїв з Олександрівки та Кам'янки.
1942 р. гебітскомісар Ланге дав команду розпочати 1 вересня в 1-4 класах сільських шкіл 1942-1943 навчальний рік, наголошуючи на обов'язковості навчання. Наступний навчальний рік теж розпочався 1 вересня, але вже 26 листопада 1943 року гебітскомісар Ланге надіслав районним старшинам наказ припинити навчання в усіх школах, мотивуючи це тим, що катастрофічно не вистачає дров на опалення приміщень установ та організацій, тому всі початкові школи мали припинити роботу, а паливо слід було передати підприємствам. Вже за тиждень після цього наказу Єлизаветградку і весь район зайняли радянські війська, хоча адміністративний центр цієї німецької округи Червона Армія відвоювала лише 8 січня 1944 р.